# Бернс (Орегон)
Бернс (енгл. Burns) град је у америчкој савезној држави Орегон.

## Демографија
По попису из 2010. године број становника је 2.806, што је 258 (-8,4%) становника мање него 2000. године.
| Група             | 2000.         | 2010.         |
| Белци             | 2.757 (90,0%) | 2.500 (89,1%) |
| Афроамериканци    | 6 (0,2%)      | 9 (0,3%)      |
| Азијати           | 16 (0,5%)     | 21 (0,7%)     |
| Хиспаноамериканци | 162 (5,3%)    | 131 (4,7%)    |
| Укупно            | 3.064         | 2.806         |